# 阿洛讷 (瓦兹省)
阿洛讷（法語：Allonne，法語發音：[alɔn]）是法国瓦兹省的一个市镇，属于博韦区。

## 地理
阿洛讷（49°24'14"N, 2°6'43"E）面积15.45 平方千米，位于法国上法蘭西大區瓦兹省，该省份为法国北部内陆省份，北起索姆省，西接厄尔省和滨海塞纳省，南至塞纳-马恩省和瓦兹河谷省，东临埃纳省。
与阿洛讷接壤的市镇（或旧市镇、城区）包括：博韦、弗罗库尔、圣马丹勒讷、圣叙尔皮斯、泰尔多讷、瓦尔吕。

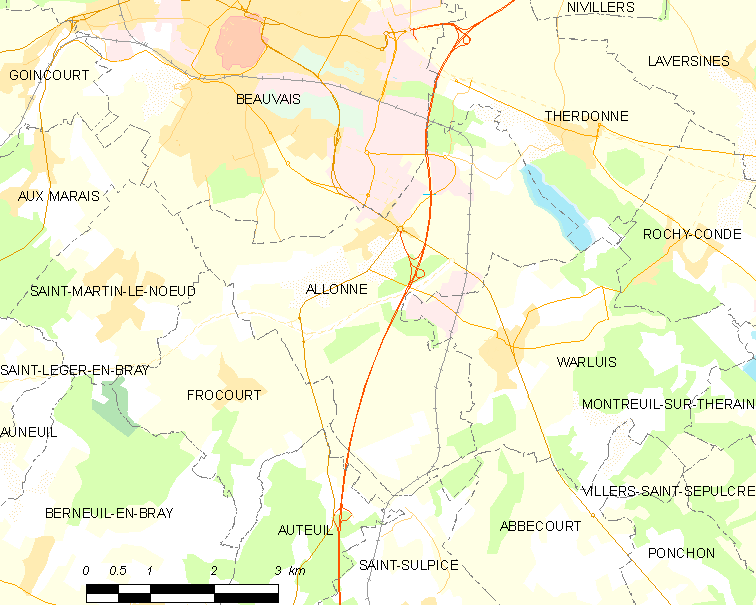
的OSM定位图

阿洛讷的时区为UTC+01:00、UTC+02:00（夏令时）。

## 行政
阿洛讷的邮政编码为60000，INSEE市镇编码为60009。

## 政治
阿洛讷所属的省级选区为博韦第二县。

## 人口

1962-2008年间人口变化图示

阿洛讷于2022年1月1日时的人口数量为1737人。